# Коваленко Петро Іванович (Герой Радянського Союзу)
Петро́ Іва́нович Ковале́нко (нар. 14 жовтня 1909 — пом. 19 листопада 1943) — радянський військовик часів Другої світової війни, командир 9-го гвардійського окремого саперного батальйону 12-ї гвардійської стрілецької дивізії 61-ї армії Центрального фронту, гвардії підполковник. Герой Радянського Союзу (1944).

## Життєпис
Народився 14 жовтня 1909 року у селі Пересічній, волосному центрі Харківського повіту Харківської губернії Російської імперії (нині — Дергачівського району Харківської області), в селянській родині. Українець. Здобув неповну середню освіту. Працював електриком на Харківській фабриці з первинної обробки вовни.
Протягом 1931—1933 років проходив дійсну строкову військову службу. Вдруге призваний до лав РСЧА у 1935 році. У 1936 році закінчив Курси удосконалення командного складу (КУКС). Учасник радянсько-фінської війни 1939—1940 років.
Учасник німецько-радянської війни з червня 1941 року. Воював на Західному, Брянському і Центральному фронтах. Член ВКП(б) з 1942 року.
Особливо командир 9-го гвардійського окремого саперного батальйону гвардії підполковник П. І. Коваленко відзначився під час битви за Дніпро. Одночасно виконуючи обов'язки командира батальйону і дивізійного інженера, він виявив виключну ініціативу і винахідливість в організації засобів переправлення під щільним артилерійським вогнем супротивника. У ніч на 29 вересня 1943 року в районі села Глушець Лоєвського району Гомельської області Білорусі на виготовлених виключно з підручних матеріалів засобах здійснено переправу військ 12-ї гвардійської стрілецької дивізії через річку Дніпро.
19 листопада 1943 року загинув у бою. Похований в смт Радуль Ріпкинського району Чернігівської області.

## Нагороди
Указом Президії Верховної Ради СРСР від 15 січня 1944 року «за зразкове виконання бойових завдань командування при форсуванні річки Дніпро та виявлені при цьому відвагу і героїзм», гвардії підполковникові Коваленку Петру Івановичу присвоєне звання Героя Радянського Союзу (посмертно).
Також нагороджений орденами Леніна (15.01.1944), Вітчизняної війни 2-го ступеня (21.07.1943) і Червоної Зірки (08.06.1942).